# Werner Kollath
Werner (Georg) Kollath (n. 11 iunie 1892 în Gollnow, Pomerania - d. 19 noiembrie 1970 în Porza, Lugano) a fost un om de știință german care a activat în domeniul bacteriologiei, igienei și al nutriției. Activitatea sa  științifică a fost influențată de principiile naziste despre rasism: Kollath a propus concluzii bazate pe ideile de sterilizare sexuală și superioritate ariană.

## Biografie
A fost membru al partidului nazist din 1933, al Ligii Profesorilor Național-Socialiști, Ligii Lectorilor Universitari Național-Socialiști, Ajutorului Social Național-Socialist și al Corpului de Stat pentru Protecție Aeriană, informații care apar pe cartea sa de membru NSDAP. A promovat medicina alternativă.
În 1957 a primit medalia de aur Bircher-Benner.

## Publicații
- Vitaminsubstanz oder Vitaminwirkung? Eine Studie über Zusammenhänge zwischen Mineral- und Sauerstoff-Stoffwechsel, Phosphatiden und ultraviolettem Licht, geprüft an den Wachstumsbedingungen des Influenzabazillus (Bazillus Pfeiffer), in: Zentralblatt für Bakteriologie, Parasitenkunde und Infektionskrankheiten 100, 1926, 97-145.
- Grundlagen, Methoden und Ziele der Hygiene. Eine Einführung für Mediziner und Naturwissenschaftler, Volkswirtschaftler und Techniker, Leipzig 1937.
- Zur Einheit der Heilkunde, Stuttgart 1942 (Autobiografie).
- de  Die Ordnung unserer Nahrung. Grundlagen einer dauerhaften Ernährungslehre, Stuttgart 1942. (Concepte de bază ale nutriției noastre)
- Lehrbuch der Hygiene, 2 volume, Stuttgart 1949.
- Der Vollwert der Nahrung und seine Bedeutung für Wachstum und Zellersatz. Experimentelle Grundlagen, Stuttgart 1950.
- Getreide und Mensch – eine Lebensgemeinschaft, Bad Homburg v. d. H. 1964